# These Are the Blues
These Are the Blues — студійний альбом американської джазової співачки Елли Фіцджеральд, випущений у 1963 році лейблом Verve Records. Записаний 28–29 жовтня 1963 року на студії A&R Studios в Нью-Йорку.
Альбом примітний тим, що в ньому Фіцджеральд відходить від звичного їй джазового жанру і виконує всі пісні в стилі блюз.

## Список композицій
1. «Jailhouse Blues» (Бессі Сміт, Кларенс Вільямс) — 5:25
2. «In the Evening (When the Sun Goes Down)» (Лерой Карр) — 4:27
3. «See See Rider» (Ма Рейні) — 2:39
4. «You Don't Know My Mind» (Генрі Грей, Кларенс Вільямс, Вірджинія Лістон) — 4:49
5. «Trouble in Mind» (Річард М. Джонс) — 3:31
6. «How Long, How Long Blues» (Лерой Карр) — 3:31
7. «Cherry Red» (Джо Тернер, Піт Джонсон) — 4:09
8. «Downhearted Blues» (Альберта Гантер, Лаві Остін) — 3:08
9. «St. Louis Blues» (В. К. Генді) — 6:28
10. «Hear Me Talkin' to Ya?» (Луї Армстронг) — 3:01

Усі композиції були записані в Нью-Йорку:
- 28 жовтня 1963 (1, 3, 5, 6, 7, 10)
- 29 жовтня 1963 (2, 4, 8, 9)

## Учасники запису
- Елла Фіцджеральд — вокал
- Рой Елдридж — труба
- Вайлд Білл Девіс — орган
- Герб Елліс — гітара
- Рей Браун — контрабас
- Гас Джонсон — ударні

Технічний персонал
- Норман Гранц — продюсер
- Вел Валентайн — інженер звукозапису
- Девід Стоун Мартін — дизайн обкладинки

## Видання
| Країна | Дата | Лейбл | Формат | Каталог |
| ------ | ---- | ----- | ------ | ------- |
| США    | 1963 | Verve | LP     | V6-4062 |